# Yuan Jinyun
Yuan Jinyun (Nanquim, 22 de maio de 1957) é um matemático, pesquisador e professor universitário brasileiro. 
Comendador e Grande Oficial da Ordem Nacional do Mérito Científico, membro da Academia Brasileira de Ciências, Yuan é professor titular do Departamento de Matemática da Universidade Federal do Paraná (UFPR).

## Biografia
Yuan nasceu na área rural de Nanquim, na China, em 1957. Seguir carreira na matemática não era sua opção. Segundo as leis do governo, se ele apontasse que um aluno tinha aptidão para uma área, ele precisava seguir. Era a primeira turma depois da Revolução Cultural e o acesso às informações era bastante limitado na época.
Orientado por seu professor de matemática no ensino médio, Yuan prestou o vestibular tendo como opção quatro cursos: arquitetura, indústria de alimento, medicina chinesa, e licenciatura em matemática. Aprovado em matemática, ingressou no Instituto Tecnológico de Nanjing (hoje a Southeast University), uma das melhores universidades de tecnologia na China.

## Carreira
O governo chinês o designou para trabalhar na área de engenharia elétrica, pois a matemática é tida como elemento importante para o desenvolvimento do país. Em 1982, começou a trabalhar com campos eletromagnéticos computacionais ao ingressar no Laboratório de Microondas e Antenas do Departamento de Engenharia Elétrica do Instituto Tecnológico de Nanjing. O interesse pela pesquisa científica também tinha um viés econômico, pois a pós-graduação era uma maneira de melhorar a renda da família.
Em 1986, ingressou no mestrado em engenharia elétrica, mas teve problemas com seu orientador que explorava seu trabalho. Outros professores do departamento de matemática reconheceram seu trabalho e o aceitaram como aluno na área de matemática aplicada. Concluiu o mestrado em 1988.

## Brasil
Após trabalhar como professor no Departamento de Matemática, no Instituto Tecnológico de Nanjing, Yuan decidiu fazer o doutorado. Em contato com o matemático Alfredo Noel Iusem do Instituto de Matemática Pura e Aplicada (IMPA), ele propôs fazer o doutorado em conjunto com o Brasil. Porém sua instituição na China não permitiu sua liberação. O IMPA então lhe deu uma carta de aceitação permanente e após um ano Yuan conseguiu a liberação para sair da China com um passaporte especial apenas de saída do país e não de retorno.
Após defender o doutorado em 1993, Yuan começou a trabalhar na UFPR como professor visitante e, em 1996, como professor titular no Departamento de Matemática. Em conjunto com um grupo de professores, Alexandre Trovon, Carlos Henrique dos Santos, e Décio Kraus, implementou o curso de Matemática Industrial na UFPR.
É editor de várias revistas especializadas, além de ser editor-chefe da Coleção de Matemática Aplicada e Computacional da Sociedade Brasileira de Matemática (SBM). Foi secretário regional da Sociedade Brasileira de Matemática; coordenador regional do Instituto Nacional de Matemática Pura e Aplicada (IMPA), e coordenador de projeto de pesquisa da Companhia Paranaense de Energia (COPEL).
Em 15 de agosto de 2017, Yuan recebeu o título de Cidadão Honorário de Curitiba.